# Relaciones Irán-Venezuela
Las relaciones Irán-Venezuela se refieren a las relaciones internacionales que existen entre Irán y Venezuela. Las relaciones diplomáticas se han fortalecido sustancialmente en el siglo XXI, durante las presidencias de Mahmud Ahmadineyad, Hugo Chávez y Nicolás Maduro, y se han embarcado en varias iniciativas conjuntas. Ambos países son miembros de la Organización de Países Exportadores de Petróleo (OPEP).

## Historia

### SigloXX
Las relaciones entre Irán y Venezuela fueron relativamente tardías, ya que países como México, Argentina, Brasil, Uruguay o Chile habían firmado tratados de amistad con Teherán recién entrado el siglo XX. En lo que se refiere a los vínculos entre Irán y Venezuela, los primeros contactos importantes datan de los inicios de la OPEP, en la década de 1960, cuando ambos países se convirtieron en socios. La década de los setenta también fue importante, pues fue la etapa en la que el Sha Mohammad Reza Pahleví visitó Venezuela y Carlos Andrés Peréz visitó Irán, este último durante una gira oficial en el Medio Oriente, iniciada el 20 de abril de 1977.

### 2001-2005: Gobiernos de Chávez y Khatami

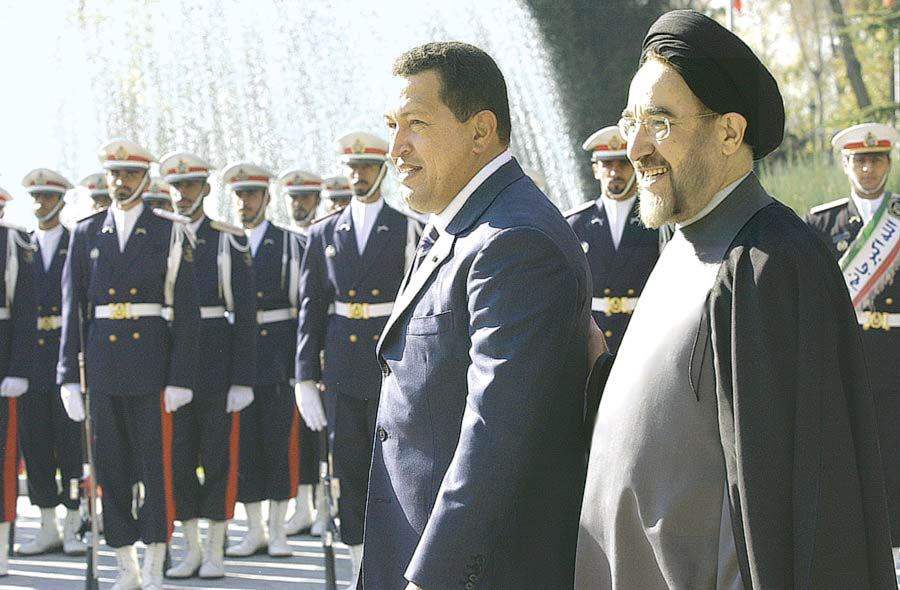
El Presidente de Venezuela Hugo Chávez, junto a su homólogo iraní Mohammad Khatami, el 28 de noviembre de 2004.

Entrados en el siglo XXI, con la llegada a la presidencia de Hugo Chávez, se fortalecieron los lazos con el gobierno de Irán, en particular en el área de producción energética y de cooperación económica e industrial. Chávez visitó a Irán en varias ocasiones, incluyendo en agosto de 2000 y mayo de 2001. Mohammad Jatamí también visitó Venezuela en tres oportunidades. Durante su visita de 2005, Chávez lo condecoró con la Orden del Libertador Simón Bolívar y lo llamó un “incansable luchador por todas las causas justas en el mundo”.
En marzo de 2005, el gobierno de Venezuela firma una ley de cooperación entre ambos gobiernos en materia económica, cultural, científica y tecnológica (conversado en 2001, durante la visita de Hugo Chávez), por cinco años renovables, siendo publicado en la Gaceta Oficial extraordinaria Nro 5762, del 1.º de marzo de 2005, suscrito en Teherán a fines de agosto de 2004.

### 2005-2006: Inicio de la administración de Ahmadinejad
Mahmoud Ahmadinejad fue elegido presidente de Irán, el 3 de agosto de 2005. Desde entonces, Ahmadinejad y Chávez se visitaron varias veces y firmaron más de 270 acuerdos bilaterales para apoyar múltiples campañas de desarrollo social e infraestructural nacional. En mayo de 2006, Hugo Chávez expresó que tenía una opinión favorable acerca de la producción de energía nuclear anunciada por Mahmud Ahmadineyad y negó que ellos tuviesen planes de desarrollar armas atómicas. Su relación con Irán y su apoyo del programa nuclear iraní creó preocupación en el gobierno estadounidense de George W. Bush.
Unos meses después, Chávez realizaría una visita de dos días a Irán, en momentos en los que el gobierno iraní enfrentaba críticas y protestas internacionales por continuar desarrollando su programa nuclear. El día del cumpleaños de Chávez, el 28 de julio, el presidente Mahmud Ahmadineyad lo honró con la máxima condecoración iraní, por apoyar a Teherán en su enfrentamiento nuclear con la comunidad internacional.
La agencia internacional de noticias Reuters, informó que Chávez le dijo a una multitud congregada en la Universidad de Teherán que “Si el imperio de los Estados Unidos tiene éxito en consolidar su dominación, entonces la humanidad no tiene futuro. Por lo tanto, tenemos que salvar a la humanidad y poner fin al imperio norteamericano”. Los informes añaden que Chávez despotricó contra Israel y etiquetó a la ofensiva israelí contra el Líbano de 2006 como “fascista y terrorista”. Ahmadineyad condecoraría a Chávez con la más alta medalla de Irán.
En tiempos en que Venezuela y Rusia estaban trabajando en cooperación nuclear, el ministro iraní de Ciencia, Investigación y Tecnología, Mohammad-Mehdi Zahedi, encabezó una delegación iraní hacia Caracas para tener conversaciones con altos funcionarios y hacer un seguimiento de la implementación de los acuerdo que habían sido firmados en 2006, entre ambos países. Adicionalmente, también se crearon dos comités técnicos y educacionales para implementar los acuerdos iraníes-venezolanos.
Se firmó un acuerdo que fue anunciado por primera vez, en diciembre de 2006, por parte de Teherán y el gobierno del presidente Hugo Chávez, para la construcción de cuatro tanqueros petroleros tipo Aframax, construidos por Iran Marine Industrial Company (SADRA) en su astillero de Bushehr. Los dos primeros fueron terminados en 2017 y 2019, bautizados como Arita y el segundo tanquero, recientemente rebautizado como Anita, capaz de transportar unos 800 mil barriles de petróleo. Los buques fueron entregados en 2020 y 2022

#### Amenaza venezolana de venderle flota de aviones F-16 a Irán
En el año 2006, la prensa iraní publicó una serie de informes que sugerían que el gobierno de Venezuela estaba interesado en venderle a Irán sus 21 aviones caza F-16 Fighting Falcon, un anunció que resultó controvertido. Los rumores fueron confirmados, cuando un asesor de Hugo Chávez le comentó a la agencia de noticias Associated Press que “Los militares de Venezuela están considerando vender su flota de jets caza F-16 hechos en los Estados Unidos a otro país, posiblemente Irán, en respuesta a un embargo sobre las ventas de armas estadounidense al gobierno del Presidente Hugo Chávez”. En respuesta, Sean McCormack, portavoz del Departamento de Estado de los Estados Unidos, advirtió a los venezolanos diciendo que: “Sin el consentimiento escrito de los Estados Unidos, Venezuela no puede transferir esos artículos de defensa, en este caso F-16s, a un tercer país”.

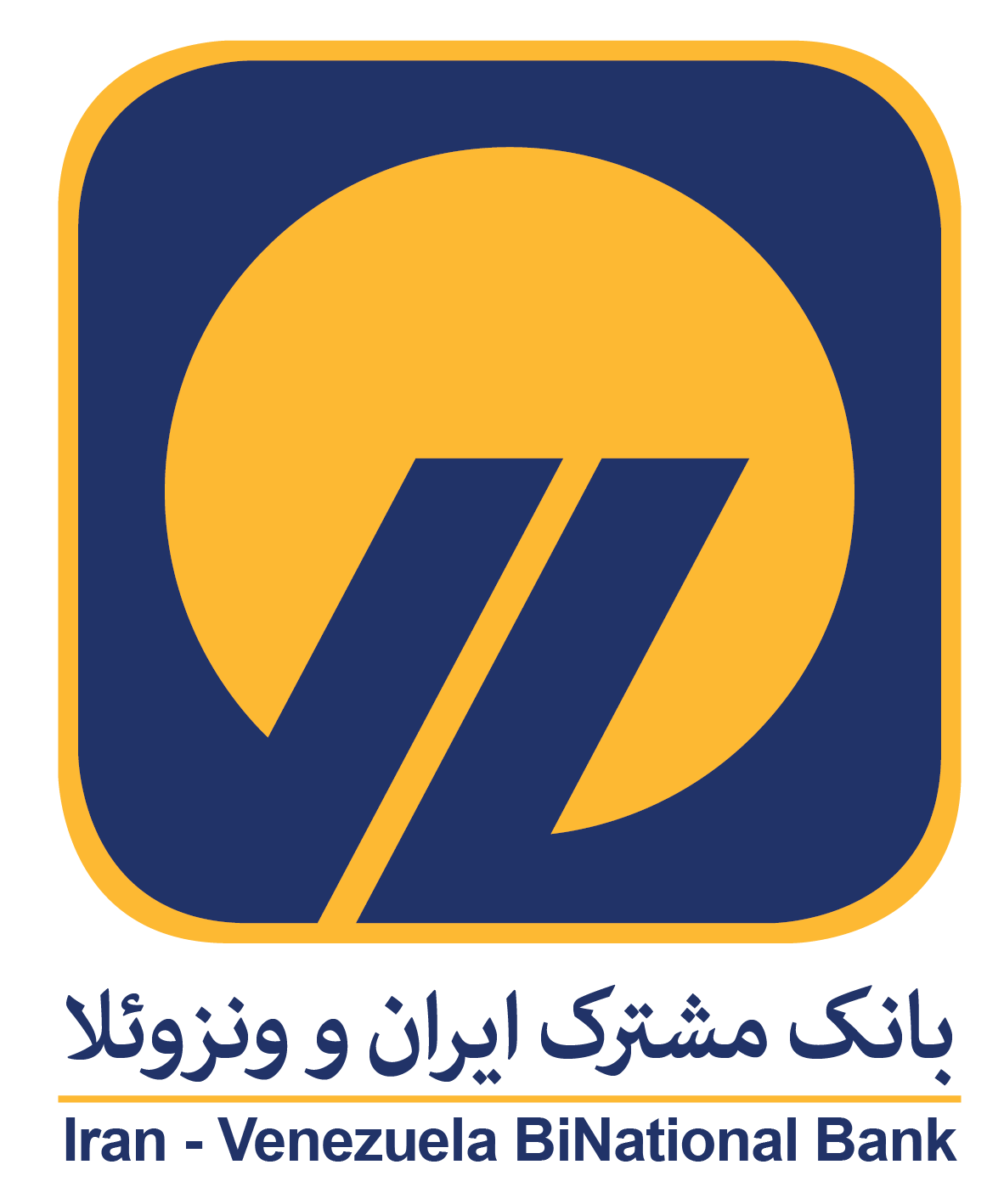
Logotipo del Banco Binacional Iran - Venezuela.

### 2007-2009: Eje de unidad, cumbre del G-2 y banco conjunto de desarrollo
El 16 de marzo de 2007, Hugo Chávez dijo en una entrevista televisiva que no estaba de acuerdo con el discurso “Un mundo sin sionismo”, pronunciado por su par iraní Ahmadineyad, en el que éste habría llamado a “borrar a Israel del mapa”. Chávez por su parte dijo que “No apoyo causarle daño a ninguna nación”. Los dos presidentes declararon un "eje de unidad" contra el "imperialismo estadounidense", en julio de 2007.
El 5 de octubre de 2008, el entonces Ministro de Relaciones Exteriores de Venezuela, Nicolás Maduro, visitó a Ahmadinejad en Teherán. Posteriormente, durante la cumbre de los países miembros del G-20, que tuvo lugar en la capital británica de Londres, en 2009, Hugo Chávez y Mahmud Ahmadineyad tuvieron su propia cumbre bilateral que denominaron la Cumbre del G-2, en la que anunciaron la formación de un banco conjunto de desarrollo iraní-venezolano, con un capital inicial de unos USD 200 millones. (enlace roto disponible en este archivo).

### 2010-2012: Visitas bilaterales
Durante una visita a Irán en 2010 de Hugo Chávez, condenó las amenazas de ataques militares contra Irán por parte de algunos países. También dijo que como resultado de "grandes amenazas", era necesario "consolidar alianzas estratégicas en las áreas política, económica, tecnológica, energética y social". Mahmoud Ahmadinejad, también apoyó los comentarios para una alianza estratégica. Los dos países también firmaron acuerdos en áreas como petróleo, gas natural, textiles, comercio y vivienda pública. (enlace roto disponible en este archivo). Fue la novena visita de Chávez a Irán desde que llegó al poder.
En mayo de 2011, el presidente de Estados Unidos, Barack Obama, impuso sanciones a la compañía petrolera estatal de Venezuela, PDVSA, por desafiar la ley de Estados Unidos y enviar a Irán dos camiones cisterna con un producto petrolero. En septiembre de 2011, Ahmadinejad pospuso una visita a Caracas, mientras Chávez se recuperaba de una cuarta ronda de tratamiento contra el cáncer, según funcionarios. Varios días antes, los dos países habían firmado acuerdos de cooperación en manufactura, energía, construcción y agricultura; durante conversaciones en Caracas. Por esta época, Maduro afirmó que “Si bien el imperialismo y sus élites criminales han declarado la guerra al pueblo musulmán, desde hace más de 10 años, nosotros en la Revolución Bolivariana, liderada por el presidente Chávez, declaramos nuestro amor por la cultura del pueblo musulmán, toda su historia, y declaramos nuestra eterna hermandad.” El objetivo de Chávez era crear una cuenca ideológica que se extendiera desde el Mar Caribe hasta el Golfo Pérsico. Es un papel que Irán está tratando de labrarse en medio de las corrientes subterráneas que envuelven su parte del mundo y la necesidad de demostrar que Irán no está aislado internacionalmente.

### 2013: Fallecimiento de Chávez
Tras el anuncio del fallecimiento de Chávez, el 5 de marzo de 2013, el vicepresidente Nicolás Maduro asumió la presidencia interina. Al día siguiente, el tributo personal de Ahmadinejad a Chávez en línea fue recibido con críticas por parte de algunos clérigos iraníes, cuando escribió que Chávez "regresaría el día de la resurrección", junto con figuras religiosas como Jesús. Una semana después, CNN informó que Ahmadinejad asistió al funeral de su buen amigo Chávez. Ahmadinejad abrazó a la afligida madre de Chávez en el funeral, en una muestra de compasión y apoyo que, según CNN, en Irán “fue criticada de inmediato por los periódicos y por políticos conservadores, que citaron una prohibición religiosa de tocar a una mujer que no sea su esposa o una pariente." Después del funeral, Ahmadinejad afirmó que las relaciones entre Irán y Venezuela se mantendrían fuertes independientemente de quién fuera elegido como el próximo presidente de Venezuela. En ese momento, al 10 de marzo de 2013, se estimaba que el comercio bilateral anual entre los dos países era de cientos de millones de dólares estadounidenses.

### 2013-2014: Gobiernos de Maduro y Rouhani
El 14 de abril de 2013, se llevaron a cabo las Elecciones presidenciales para elegir un nuevo presidente, en donde Nicolás Maduro ganó con el 50,62% de los votos y asumió el cargo el 19 de abril, en medio de una crisis política. Ese mismo día, Ahmadinejad llegó a Caracas para participar en la ceremonia de posesión de Maduro, afirmando que: “Venezuela está en vísperas de un camino glorioso y tiene una importante misión histórica. La nación venezolana debe, en un principio, progresar rápidamente para hacer un país próspero, avanzado, rico y poderoso. En segundo lugar, debe mantener izada la bandera de la justicia y la libertad en América Latina… La relación [de Irán] con Venezuela… simboliza la relación de Irán con América Latina”. Hasán Rohaní seria elegido presidente de Irán, el 15 de junio de 2013.
Para agosto de 2014, Venezuela e Irán habían firmado 265 convenios, derivados de 58 proyectos en las áreas: industrial, ambiental, agrícola, comercial, educativa, deportiva, habitacional, cultural, energética, científica y tecnológica. A principios de ese mes, el canciller venezolano Elías Jaua, visitó Teherán para reunirse con Rouhani, en un esfuerzo por fortalecer las relaciones diplomáticas. Irán reafirmó su apoyo al gobierno venezolano y expresó su apoyo mutuo al estado palestino, y también acordó no reconocer a Israel como un estado legítimo. Maduro visitaría Irán el mes siguiente.

### 2015-2016
En enero de 2015, Maduro visitó Irán, como escala en su gira por otros países de la OPEP. Tanto Maduro como Rouhani acordaron que la caída de los precios del petróleo se debió al aumento del fracking en los Estados Unidos, así como a sus "enemigos comunes" que utilizan los precios del petróleo como una "estrategia política". Rouhani afirmó que Irán y Venezuela unirían fuerzas para “frustrar las estrategias de las potencias mundiales... y estabilizar los precios a un nivel razonable, en 2015”. En ese momento, el petróleo venezolano representaba más del 95 por ciento de los ingresos de exportación del país, con el precio del barril cayendo a la mitad desde 2014.

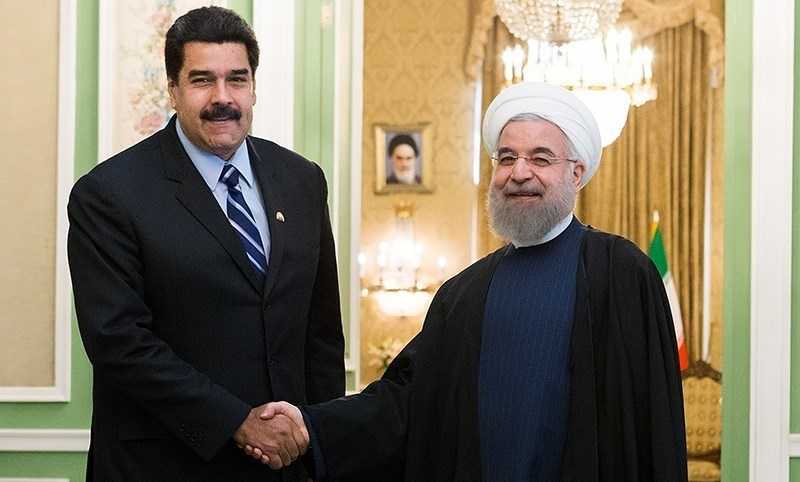
El Presidente de Venezuela Nicolás Maduro, junto a su homólogo iraní Hasán Rohaní, en noviembre de 2015.

En junio de 2015, Irán y Venezuela firmaron una serie de acuerdos para financiar inversiones conjuntas y mejorar el suministro de bienes. Maduro anunció: “Estos son seis acuerdos de gran importancia para la economía de nuestros países”. Los países acordaron financiar de manera conjunta un programa de investigación en nanotecnología, y Maduro también afirmó que "aseguró bienes necesarios para el pueblo venezolano como medicamentos y material quirúrgico". Según los informes, el ministro de Industria, Minas y Comercio de Irán declaró que el acuerdo estaba sujeto a revisión preliminar por parte del Ministerio de Finanzas de Irán.
El 23 de noviembre de 2015, Maduro y Rouhani se reunieron en Teherán, en la segunda visita de Maduro al país ese año, y la quinta de altos funcionarios venezolanos. Durante las reuniones, los presidentes anunciaron que reafirmaban la alianza mutua de sus países. En enero de 2016, Maduro y Rouhani sostuvieron conversaciones telefónicas en las que Maduro le pidió a Rouhani que "promoviera la adopción de medidas para restaurar los precios del petróleo en el mercado mundial", y pidió una reunión de los miembros de la OPEP para abordar el tema, además de felicitar a Rouhani por las recientes cancelaciones de sanciones.

### 2018-2019: crisis presidencial venezolana
En mayo de 2018, Maduro fue declarado reelecto para un segundo mandato, pero la elección fue denunciada como fraudulenta por varios de los países vecinos, la Unión Europea, Canadá y Estados Unidos. Sin embargo, Irán reconoció la elección y el presidente Rouhani felicitó a Nicolás Maduro. En enero de 2019, la mayoría opositora Asamblea Nacional de Venezuela desconoció la reelección de Maduro y declaró a su presidente Juan Guaidó, como presidente interino de Venezuela. Estados Unidos, Canadá, Brasil y varios países latinoamericanos reconocieron a Guaidó como presidente interino. Irán continuó apoyando a Maduro.

### 2020-2022: Exportaciones de gasolina a Venezuela
En mayo de 2020, Irán envió 5 petroleros a Venezuela bajo las sanciones de los EE. UU, porque la industria de refinación de petróleo de Venezuela colapsó debido a la falta de inversión y la mala gestión. Estos barcos fueron cargados con gasolina en una refinería cerca de Bandar Abbas. Llevaban alrededor de 60 millones de galones de gasolina de Irán. Debido a las sanciones de EE. UU. contra ambos países, los presidentes de ambos países advirtieron sobre los intentos de Estados Unidos de bloquear esta entrega de combustible. El 14 de agosto de 2020, el Departamento de Justicia estadounidense informó que había confiscado cuatro buques petroleros pertenecientes a Irán, que iban en dirección a Venezuela con 1,116 millones de barriles de petróleo. El embajador de Irán en Venezuela, Hojat Soltani, rechazó los señalamientos. El 18 de agosto, el ministro de Petróleo iraní, Biyán Namdar Zangané, afirmó que "Estos envíos incluían gasolina iraní que se había vendido íntegramente a Venezuela, por lo que Estados Unidos no ha confiscado una propiedad de la República Islámica de Irán, sino una propiedad de Venezuela".
Transportando un total de 820 mil barriles de gasolina llegó una flotilla de tres tanqueros desde Irán. El 28 de septiembre de 2020, Forest, el primero de un grupo de tres petroleros que transportaban combustible desde Irán, ingresó a la zona económica exclusiva de Venezuela alrededor de las 8:05 a. m. después el Forest descargó en el puerto de El Palito El 30 de septiembre de 2020, el Fortune llegó a la zona económica exclusiva de Venezuela a las 1:45 a. m., que descargó en el puerto de Amuay. El 4 de octubre, el Faxon, el tercer y último petrolero de una flotilla con 240,000 barriles de gasolina llegó a Puerto la Cruz, atracó en el puerto Guaraguao, en el este de Venezuela, en ese momento, Maduro anunció un nuevo plan de racionamiento durante la distribución en el país, que comenzaría el 5 de octubre.
El 14 de mayo de 2022, Irán y Venezuela firman contrato para mejorar la infraestructura de la Refinería El Palito por un valor de 110 millones de dólares. también incluye la adaptación de la refinería al petróleo de Irán que tiene diferentes propiedades químicas con respecto al petróleo del Caribe.
El 9 de junio de 2022 llegó a Teherán Nicolás Maduro[cita requerida]  y el día 11 junto a Ebrahim Raisi firman un convenio de cooperación estratégica entre Venezuela e Irán a 20 años en todas las áreas.
El 12 de junio de 2022 llegó  de Irán tercer buque petrolero del año con 1.000.000 barriles de crudo liviano para suministrar a las refinerías en venezolanas, dada la baja producción nacional en un acuerdo de cooperación. El 12 de junio el avión venezolano Boeing 747 comprado a Irán, con una capacidad de carga de 80 Tm perteneciente a la empresa venezolana Emtrasur, tripulado con 14 venezolanos y cinco iraníes, fue retenido en el Aeropuerto Internacional Ingeniero Aeronáutico Ambrosio Taravella de Córdoba, Argentina.
El 27 de julio de 2022 fue nombrado el piloto del avión Boeing 747 retenido en Argentina, el militar José Rafael Silva Aponte como embajador en Teherán, quien participó en noviembre de 1992 en el segundo intento de golpe de Estado contra Carlos Andrés Pérez.
Venezuela país petrolero se ha vuelto un importador de petróleo de Irán, el petrolero "Dore" con bandera de Irán llegó al terminal de José con 2 millones de barril ultraligero para refinar y diluyentes para producir grados de crudo exportables y Pdvsa a cambio, suministra a Irán petróleo pesado venezolano. Irán ha enviado a Venezuela durante el presente año unos 26 millones de barriles de petróleo y condensado según documentos internos de Pdvsa. Nicolás Maduro cedió un millón de hectáreas cultibables en Venezuela (10,000 kilómetros cuadrados) al gobierno de Irán en convenio a 20 años. El director de la Asociación de Cultivos Transterritoriales de Irán, Ali Rezvanizade, ha asegurado que Venezuela puede brindar una mejor oportunidad que Brasil y Rusia para los proyectos agrícolas de Irán en el extranjero, el Gobierno ha firmado unos 250 acuerdos bilaterales con el gobierno islámico. Esta noticia no fue confirmada ni negada por el gobierno y el 20 de agosto la embajada de Irán informó que no existe ese convenio.

### 2023
Llegó un superpetrolero iraní, el Sea Star III, el día 7 de abril con 2,1 millones de barriles de condensado para diluir el petróleo de PDVSA.
El 13 de junio llega a Venezuela Ebrahim Raisi, Presidente de Irán junto a su esposa. La última visita de un presidente de Irán a Cuba y Venezuela se remonta a 2016, cuando Hassan Rohani estuvo allí antes de participar en la Asamblea General de la ONU en Nueva York. Irán se ha convertido en uno de los principales aliados del Gobierno venezolano. Recientemente, el presidente de esa nación, Ebrahim Raisi, en Caracas firmó con su homólogo venezolano 19 acuerdos, sobre todo en el área petroquímica. El 22 de junio la Refinería el Palito aseguró el director ejecutivo de la empresa NIOEC que se ha encargado de realizar los trabajos de reparación, Farhad Ahmadi, se reactivara completamente en dos meses «Pero todavía hay trabajo en curso en otras unidades, incluida la columna de destilación y la unidad de destilación al vacío (VDU)», agregó. Por otro lado el ministro de Petróleo de Irán, Javad Owji, acotó en esa oportunidad que su país planeaba mandar hasta 100.000 barriles diarios de su petróleo a la refinería.

## Relaciones académicas
La delegación iraní visitó la Fundación Venezolana de Investigaciones Sismológicas, las universidades Central de Venezuela y Simón Bolívar y el Instituto Venezolano de Investigaciones Científicas. Más allá de la esfera político-militar, ambos países también se comprometieron a trabajar juntos académicamente en la conformación de un nuevo programa de estudios para la gratuita Universidad Bolivariana, con la idea de enseñar principios socialistas y de promover la discusión acerca del por Chávez bautizado como “Socialismo del siglo XXI”. El gobierno de Venezuela mencionó que esto era seguido por planes de establecer la denominada “Universidad de las Civilizaciones”, a partir de acuerdos recientemente firmados con Irán.

## Comercio bilateral

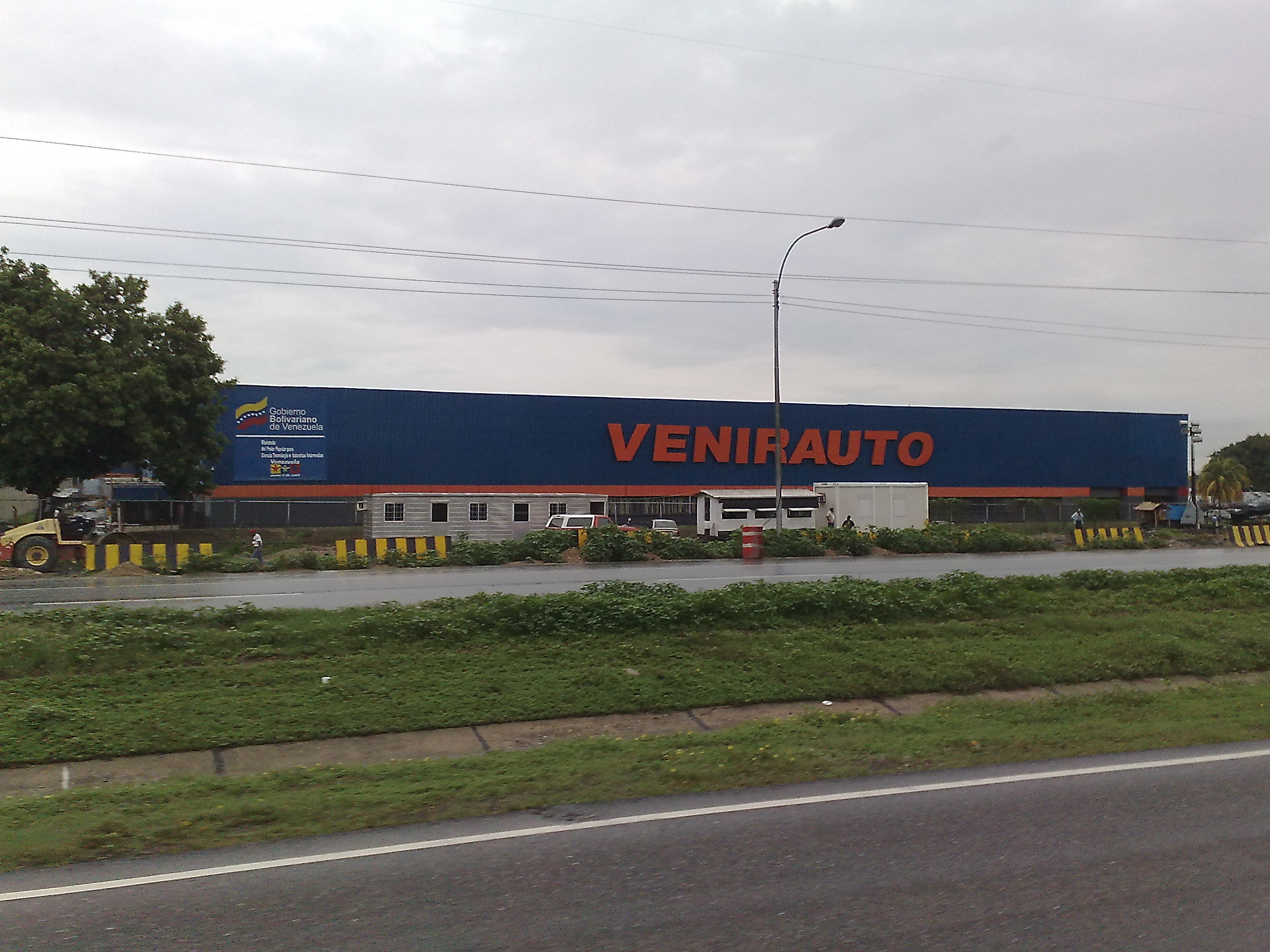
Planta ensambladora de automóviles Venirauto, en el Estado Aragua, Venezuela.

Hasta fines del año 2008, las inversiones iraníes en Venezuela habían pagado dividendos en la forma de una fábrica de municiones, una planta de ensamblado de automóviles, una productora de cemento, e incluso un servicio directo aéreo directo entre Teherán, Damasco (la capital siria) y Caracas, cortesía de la aerolínea de bandera Iran Air.
El comercio bilateral entre Irán y Venezuela ha crecido constantemente durante los últimos años, y ambos países han lanzado emprendimientos conjuntos (joint ventures) en varios sectores, incluyendo energía, agricultura, viviendas e infraestructura. Para diciembre de 2008, el valor de los proyectos de desarrollo industrial emprendidos por firmas de iraníes en Venezuela había alcanzado unos USD 4.000 millones.
En 2007, Iran Air, en sociedad con Conviasa, inició un vuelo Teherán-Caracas vía Damasco. Los vuelos junto con la asociación entre Conviasa e Iran Air cesaron en 2010. El 10 de marzo de 2013, el Times of Israel informó que "se estima que el comercio bilateral anual entre los dos países es de cientos de millones de dólares estadounidenses".
A mediados de 2020, la corporación estatal iraní Etka, que, según el Wall Street Journal , es propiedad del Ministerio de Defensa de Irán y tiene conexiones con la Guardia Revolucionaria, abrió un supermercado en Caracas llamado "Megasis" que vende principalmente productos importados de Irán. El 13 de mayo de 2022, según la agencia de noticias oficial de Irán IRNA, se firmó un contrato de 110 millones de euros para reparar y reiniciar la refinería más pequeña de Venezuela, El Palito, de 146.000 barriles por día. El 11 de junio de 2022, Irán y Venezuela firmaron un acuerdo de cooperación de 20 años en Teherán.
En enero de 2023 llegó el primer lote de autos de acuerdo a un convenio entre el ministerio de transportes. En marzo llega un segundo lote de 2000 autos y 100 tractores. LLegan un tercer lote de 1000 autos iraníes al puerto de La Guaira

### Convenios con Irán
Las relaciones comerciales y económicas entre Venezuela e Irán se inició durante el gobierno de Hugo Chávez, desde un principio criticadas; desde 2014 con la crisis petrolera en Venezuela el gobierno a recurrido durante el 2020 a la importación desde Irán de petróleo e insumos para la refinación. Los problemas generados en las refinerías del país durante los años 2020 a 2022 por falta de capital de inversión, de mantenimiento y mano de obra calificada, hicieron que el gobierno en mayo de 2022 entregara la Refinería El Palito través de un convenio millonario el mantenimiento y puesta de producción de la planta, en junio Nicolás Maduro y Ebrahim Raisi firman un convenio de cooperación entre Venezuela e Irán a 20 años. A finales de julio se da la noticia que Nicolás Maduro ha cedido un millón de hectáreas cultivables al gobierno de Irán. Esta decisión según la constitución no podía ejecutarse sin la consulta a la población de acuerdo al artículo 13. Desde el convenio en mayo varios cientos de trabajadores han sido despedidos de la refinería el Palito según afirman los sindicatos de trabajadores.

### Relaciones entre Irán y otros países sudamericanos
Con Brasil Irán ha firmado docenas de acuerdos económicos con los otros países miembros del ALBA (Bolivia, Cuba, Ecuador y Nicaragua). Respecto de esta última, Irán y Venezuela han acordado invertir unos USD 350 millones en la construcción de un puerto de aguas profundas sobre la costa del mar Caribe, además de un sistema de oleoductos, ferrocarriles y autopistas que crucen el país.

## Reacciones internacionales

### 2012: Congreso de EE. UU. examina a Irán en América Latina
Varias de las relaciones entre Irán y Venezuela han sido controvertidas en otros países. A principios de 2012, el Congreso de los Estados Unidos. comenzó a expresar una creciente preocupación por los intereses de Irán en América Latina, en particular sus relaciones con Venezuela. El 18 de enero, el representante Jeff Duncan presentó la Ley de 2012 para contrarrestar a Irán en el Hemisferio Occidental. El proyecto de ley instaba a Estados Unidos a utilizar todos los elementos del poder nacional para contrarrestar la creciente presencia y actividad hostil de Irán en el hemisferio occidental. Luego, el 2 de febrero, la representante Ileana Ros-Lehtinen convocó una audiencia del Comité de Asuntos Exteriores sobre la actividad iraní en el hemisferio occidental. Finalmente, el 7 de marzo, la legislación de Duncan sobre las actividades del gobierno iraní en el hemisferio occidental fue aprobada por el Comité de Asuntos Exteriores de la Cámara de Representantes con un fuerte apoyo bipartidista.
Después de las audiencias, se publicaron una serie de informes independientes y documentos de posición que parecían legitimar la amenaza que representaba la actividad iraní en el hemisferio occidental. Esto incluyó un importante estudio realizado por el Centro de Estudios Estratégicos e Internacionales en marzo de 2012.  Sin embargo, también se sugirió que la política partidista contribuyó al interés de los republicanos en el tema.
La Ley de Lucha contra Irán en el Hemisferio Occidental de 2012 se encuentra actualmente ante la Cámara de Representantes para su consideración. Si el Congreso lo aprueba, el proyecto de ley requerirá que el Secretario de Estado de EE. UU. presente al Congreso una estrategia para abordar la creciente presencia y actividad de Irán en el hemisferio occidental dentro de los 180 días posteriores a la promulgación.